# Asino di Buridano

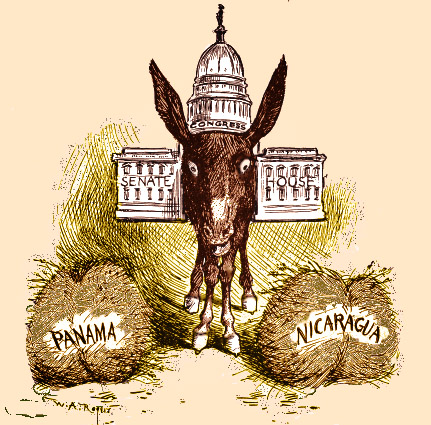
Cartello del 1900, che mostra il Congresso degli Stati Uniti come l'asino di Buridano, incerto nella scelta tra il canale di Panama e quello del Nicaragua.

L'asino di Buridano (o "Paradosso dell'asino") è un apologo tradizionalmente attribuito al filosofo francese Giovanni Buridano, ma che probabilmente non è dovuto a lui, poiché «non si trova negli scritti di Buridano, né corrisponde alle sue idee relativamente alla libertà, dato che piuttosto egli oscilla tra il volontarismo e l'identificazione (aristotelico-averroistica) di intelletto e volontà. È probabile che la storia, derivata da un problema del De caelo (Aristotele, De caelo, II, 295 b 31-34), sia nata nelle discussioni di scuola, ove è documentata».

## Descrizione
L'apologo narra come un asino posto tra due cumuli di fieno perfettamente uguali  e alla stessa distanza non sappia quale scegliere, morendo di fame e sete nell'incertezza.
Secondo Buridano l'intelletto è sempre in grado di indicare all'uomo quale sia la scelta giusta tra le varie diverse alternative tanto che se, per assurdo, la scelta fosse costituita da due elementi identici la volontà si paralizzerebbe a meno che non si scegliesse di non scegliere.
Spinoza esamina il paradosso nel II libro dell'Etica:
Leibniz discusse di questo paradosso nei suoi "Saggi di teodicea'' osservando che in natura non esistono, come avviene invece in matematica, due realtà perfettamente identiche e che quindi l'azione umana è sempre determinata da una precisa causa, magari a noi sconosciuta ma esistente:
l'asino non lo è, non cessa perciò d'essere vero, e per la stessa ragione, che anche nell'uomo il caso di un equilibrio perfetto tra due parti è impossibile e che un angelo, o Dio almeno, potrebbe sempre trovare la ragione del partito preso dall'uomo, indicando la causa o la ragione inclinante che l'ha realmente indotto a prenderlo, anche se questa ragione molto spesso è composta ed inconcepibile a noi stessi, perché la connessione delle cause le une con le altre va molto lontano.»
L'asino di Buridano ispirò anche una poesia di Voltaire :
D'un certain âne illustre dans l'école ? 

Dans l'écurie on vint lui présenter 

Pour son dîner deux mesures égales, 

De même force, à pareils intervalles ; 

Des deux côtés l'âne se vit tenter 

Également, et, dressant ses oreilles, 

Juste au milieu des deux formes pareilles, 

De l'équilibre accomplissant les lois, 

Mourut de faim, de peur de faire un choix.»
di un certo asino di cui si discute a scuola?

Nella stalla gli vennero portate 

per il suo pasto due quantità di fieno uguali,

della stessa qualità, per molte volte;

dai due mucchi l'asino si vide tentato

ugualmente, e, drizzando le orecchie,

proprio in mezzo ai due mucchi uguali,

concretizzando le leggi dell'equilibrio,

morì di fame, per timore di fare una scelta.»

## Origine dell’espressione
Il sofisma, che non si trova nelle opere di Buridano, costitutiva un tema già noto. Lo troviamo ad esempio in Dante:
«Intra due cibi, distanti e moventi

d’un modo, prima si morria di fame,

che liber’omo l’un recasse ai denti;

sì si starebbe un agno intra due brame

di fieri lupi, igualmente temendo;

sì si starebbe un cane intra due dame» .
E prima ancora si può leggere in Ovidio 
tigris ut auditis diversa valle duorum

exstimulata fame mugitibus armentorum

nescit, utro potius ruat, et ruere ardet utroque.
«Come una tigre, eccitata dalla fame, sentendo in due valli distinte muggire due armenti, non sa su quale dei due avventarsi e vorrebbe avventarsi su entrambi» .
Schopenhauer ha notato che nei Sophismata Buridani ricorre continuamente l’asino come esempio, perciò l'opera molto diffusa che ne trattava era intitolata Sophismata asinina .

## Modo di dire
"Fare come l'asino di Buridano" è divenuto un modo di dire per indicare una persona che, di fronte a due alternative altrettanto valide, non si decide a scegliere una delle due. Ad esempio, un giovanotto cui piacciono egualmente due belle ragazze e non si decide a quale delle due fare la corte; oppure una persona che avendo possibilità di fare le vacanze in due località diverse ma parimenti attraenti, non riesce a decidersi per una di esse; ecc.

## L'asino di Buridano secondo Achille Campanile
La questione dell'Asino di Buridano è oggetto di un racconto di Achille Campanile, che ne dà un esempio sui generis inventando una storiella in proposito.
Secondo Campanile, ai tempi in cui Buridano era rettore della Sorbona, un gruppetto di studenti stava chiacchierando animatamente nel cortile dell'Università e uno di essi, nella foga di un discorso molto critico nei confronti del rettore, venne fuori con la frase: "quell'asino di Buridano". Caso volle che in quel momento, lì vicino, stesse passando proprio il rettore, il quale, udita la frase, si rivolse indignato e indispettito all'incauto studente reo di averlo insultato. Ma lo studente ribatté prontamente dicendo che la sua frase non era altro che la citazione dell'esempio con il quale Buridano aveva illustrato la sua teoria sulla volontà e l'intelletto. A quel punto Buridano, lieto che la sua teoria fosse popolare fra gli studenti, si calmò e se ne andò tutto contento. Appena il rettore fu fuori portata di orecchio, gli amici dello studente si complimentarono con lui per la sua prontezza di spirito. L'episodio fu presto sulla bocca di tutti e la cosa divenne una specie di divertissement per cui i gruppetti di studenti, appena vedevano avvicinarsi Buridano, se ne uscivano con la frase famosa, giustificandosi poi come aveva fatto il collega, tanto che Buridano ormai non tentava nemmeno più di chiedere spiegazioni: udita la frase si convinceva che stessero parlando della sua teoria e tirava diritto. Un giorno venne alla Sorbona un giovane della provincia, i cui genitori contadini, dice Campanile, «avevano fatto molti sacrifici per mandarlo all'Università». Il giovanotto, sentendo che i suoi colleghi dicevano tranquillamente "quell'asino di Buridano" ad alta voce, anche quando l'interessato non poteva non sentire, e ignaro dell'antefatto, pensò che alla Sorbona studenti e professori fossero in tale confidenza da esprimersi fra loro con termini camerateschi e quindi scrisse ai suoi genitori di essere entusiasta del luogo e di essersi inserito molto bene al punto di trattare alla pari anche con i professori. I genitori vennero a trovarlo e, mentre attraversavano il cortile dell'Università, venne casualmente loro incontro il rettore. Pensando di far colpo sui genitori nel mostrare loro l'estrema confidenza raggiunta con il corpo docente, l'incauto studente presentò loro il rettore con le parole: «Ecco quel cretino di Buridano». Apriti cielo: lo studente fu subito espulso per aver mancato di rispetto al rettore. Campanile chiude il raccontino facendo parlare anche l'asino, che afferma che in quel caso non avrebbe avuto esitazioni: prima avrebbe mangiato uno dei due mucchi di fieno, scelto a caso, e poi l'altro. Conclude il quadrupede: «Asino sì, ma mai come l'autore del paragone».